# Jeux des petits États d'Europe 2011
Les Jeux des petits États d'Europe 2011, quatorzièmes du nom, se sont tenus dans plusieurs villes du Liechtenstein du 30 mai au 4 juin 2011.

## Nations participantes
Neuf pays sont représentés
 :
- Andorre (64)
- Chypre (131)
- Islande (113)
- Liechtenstein (75) (organisateur)
- Luxembourg (111)
- Malte (72)
- Monaco (89)
- Monténégro (20)
- Saint-Marin (75)

## Sports
Les nombres entre parenthèses indiquent le nombre de médailles d'or décernées pour chaque sport.
- Athlétisme (35) (détails)

- Cyclisme (5) (détails)
  -  VTT (2)
  -  Cyclisme sur route (3)

- Judo (16)
- Natation (32)
- Squash (4)
- Tennis (5)
- Tennis de table (6)
- Tir (6)
- Volley-ball (2)
- Beach-volley (2)

## Compétitions

### Lieux des compétitions
| Lieux                               | Sports          |
| ----------------------------------- | --------------- |
| Beachplatz Weiherring, Mauren       | Beach-volley    |
| Dreifachturnhalle, Triesen          | Tennis de table |
| Dreifachturnhalle Resch, Schaan     | Volley-ball     |
| Gemeindesaal Balzers, Balzers       | Tir             |
| Schiessstand Rheinau, Vaduz         | Tir             |
| Schulsportzentrum Unterland, Eschen | Judo            |
| Schwimmbad Mühleholz, Vaduz         | Natation        |
| Sportplatz Rheinwiese, Schaan       | Athlétisme      |
| Squash House, Vaduz                 | Squash          |
| Tenniscenter Bannholz, Vaduz        | Tennis          |
| Turnhalle Primarschule, Triesenberg | Volley-ball     |

### Calendrier
| OC | cérémonie d'ouverture | ● | compétitions | 1 | finales | CC | cérémonie de clôture |

| ▼ Epreuves \ mai/juin ► | lun. 30 | mar. 31 | mer. 1 | jeu. 2 | ven. 3 | sam. 4 | Médailles d'or |
| ----------------------- | ------- | ------- | ------ | ------ | ------ | ------ | -------------- |
| Cérémonies              | CO      |         |        |        |        | CC     | Médailles d'or |
| Athlétisme              |         |         | 9      |        | 13     | 13     | 35             |
| Cyclisme                |         | 2       |        | 1      | 2      |        | 5              |
| Judo (en)               |         | 14      |        | 2      |        |        | 16             |
| Tir (en)                |         | 2       | 2      |        | 1      |        | 5              |
| Squash (en)             |         | ●       | ●      | 2      | ●      | 2      | 4              |
| Natation (en)           |         | 8       | 10     | 8      | 6      |        | 32             |
| Tennis de table (en)    |         | ●       | 2      | 2      | 1      | 2      | 7              |
| Tennis (en)             |         | ●       | ●      | ●      | 2      | 3      | 5              |
| Beach-volley (en)       |         | ●       | ●      | ●      | ●      | 2      | 2              |
| Volley-ball (en)        |         | ●       | ●      | ●      | ●      | 2      | 2              |
| Total médailles d'or    |         | 26      | 23     | 15     | 25     | 24     | 113            |
| Sources                 |         |         |        |        |        |        |                |

## Tableau des médailles
| Rang | Nation        | Or  | Argent | Bronze | Total |
| ---- | ------------- | --- | ------ | ------ | ----- |
| 1    | Chypre        | 32  | 30     | 20     | 82    |
| 2    | Luxembourg    | 30  | 15     | 27     | 72    |
| 3    | Islande       | 20  | 23     | 25     | 68    |
| 4    | Malte         | 8   | 12     | 9      | 29    |
| 5    | Liechtenstein | 6   | 10     | 11     | 27    |
| 6    | Monaco        | 6   | 9      | 14     | 29    |
| 7    | Monténégro    | 4   | 2      | 2      | 8     |
| 8    | Andorre       | 3   | 7      | 5      | 15    |
| 9    | Saint-Marin   | 3   | 4      | 11     | 18    |
|      | Total         | 112 | 112    | 124    | 348   |